# Eberdingen
Eberdingen – miejscowość i gmina w Niemczech, w kraju związkowym Badenia-Wirtembergia, w rejencji Stuttgart, w regionie Stuttgart, w powiecie Ludwigsburg, wchodzi w skład wspólnoty administracyjnej Vaihingen an der Enz. Leży ok. 15 km na zachód od Ludwigsburga.
W roku 1977 na terenie dzielnicy Hochdorf an der Enz został odnaleziony bogaty grób celtyckiego wodza zwany grobem wodza z Hochdorf.

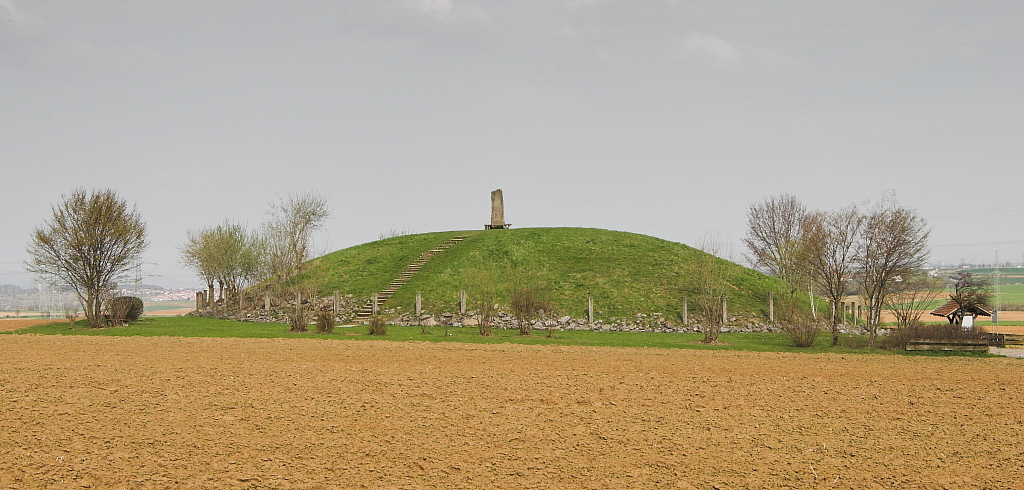
Miejsce pochówku Celtów